# ハマノカズゾウ
ハマノ カズゾウ（はまの かずぞう、1月17日 - ）は、日本のアニメーション音響監督。愛知県出身。現在、フリー。かつてコンビネーションに所属していた。血液型はB型。

## 参加作品
特記のない限り全て音響監督としての参加

### テレビアニメ
2004年
- 吟遊黙示録マイネリーベ（音響演出）

2005年
- capeta（音響演出）
- 涼風（音響演出）

2006年
- はぴねす!
- まもって!ロリポップ

2007年
- 家庭教師ヒットマンREBORN!※第47話以降
- この青空に約束を― 〜ようこそつぐみ寮へ〜
- Myself ; Yourself

2008年
- 恋姫†無双

2009年
- クッキンアイドル アイ!マイ!まいん!
- 真・恋姫†無双

2010年
- 真・恋姫†無双 〜乙女大乱〜

2011年
- 星空へ架かる橋

2014年
- 未確認で進行形

2018年
- 軒轅剣 蒼き曜

2019年
- 生放送アニメ 直感×アルゴリズム♪
- 放課後さいころ倶楽部（ダビング演出）

2022年
- CUE!

2024年
- キングダム（第5シリーズ）

### 朗読劇
- 朗読劇「モレンジャーV」（2016年、演出）